# Melique-Israeliãs
Melique-Israeliãs (em russo:  Мелик-Исраеляны) foram um clã feudal armênio, de meliques do Camsa, governantes de Jaraberde, que se erguia em uma península rochosa na confluência dos rios Tartar e Trkha.

## Origem e história
A maioria dos historiadores modernos especializados em estudos armênios é da opinião de que todas as dinastias melique de Artsaque são descendentes das dinastias principescas armênias anteriormente governantes.
A família melique-Israélida é descendente dos meliques de Siunique. O primeiro representante conhecido é Isaias, filho de Israel, que viveu entre 1687 e 1728, natural de Zanguezur. Sua origem remonta a outra família armênia principesca, os Haçane-Jalaliãs. Os próprios Haçane-Jalaliãs eram descendentes dos Bagratúnios, Arzerúnios, Siúnidas e até mesmo do ramo armênio dos Arsácidas.
Em um manuscrito histórico, ficamos sabendo apenas que melique Isaias, filho de melique Israel, por ter matado o cã-chefe de Siunique, que pretendia desonrar sua irmã, foi forçado a fugir para Artsaque em 1687, levando consigo muitos de seus súditos.
As tropas do cã o perseguiram, mas melique Isaias as derrotou nos desfiladeiros do monte Murovdag e matou os sete filhos do cã, levando consigo um enorme espólio de guerra.